# James Olds
James Olds (30 de mayo de 1922 – 21 de agosto de 1976) fue un psicólogo estadounidense, considerado uno de los fundadores de la neurociencia moderna. Tiene en su haber el descubrimiento de los centros cerebrales de placer junto con Peter Milner en 1954. Recibió numerosas distinciones a lo largo de su vida, entre ellas la membresía de la Academia Nacional de Ciencias y el premio Newcomb Cleveland de la Asociación Estadounidense para el Avance de la Ciencia.